# Balzar Lund
Balzar Lund är en av psalmförfattarna representerad i Sions Nya Sånger. Han var präst vid borgerskapets änkehus i Stockholm under 1700-talet.

## Psalmer
- Nu är jag förnöjder, nr 132 i Sions Nya Sånger 7:e upplagan tryckt 1870.

## Fotnoter
1. ↑  Pietisten, 1848 (1877), 7:e årgången s. 130